# Natascha Ochsenknecht

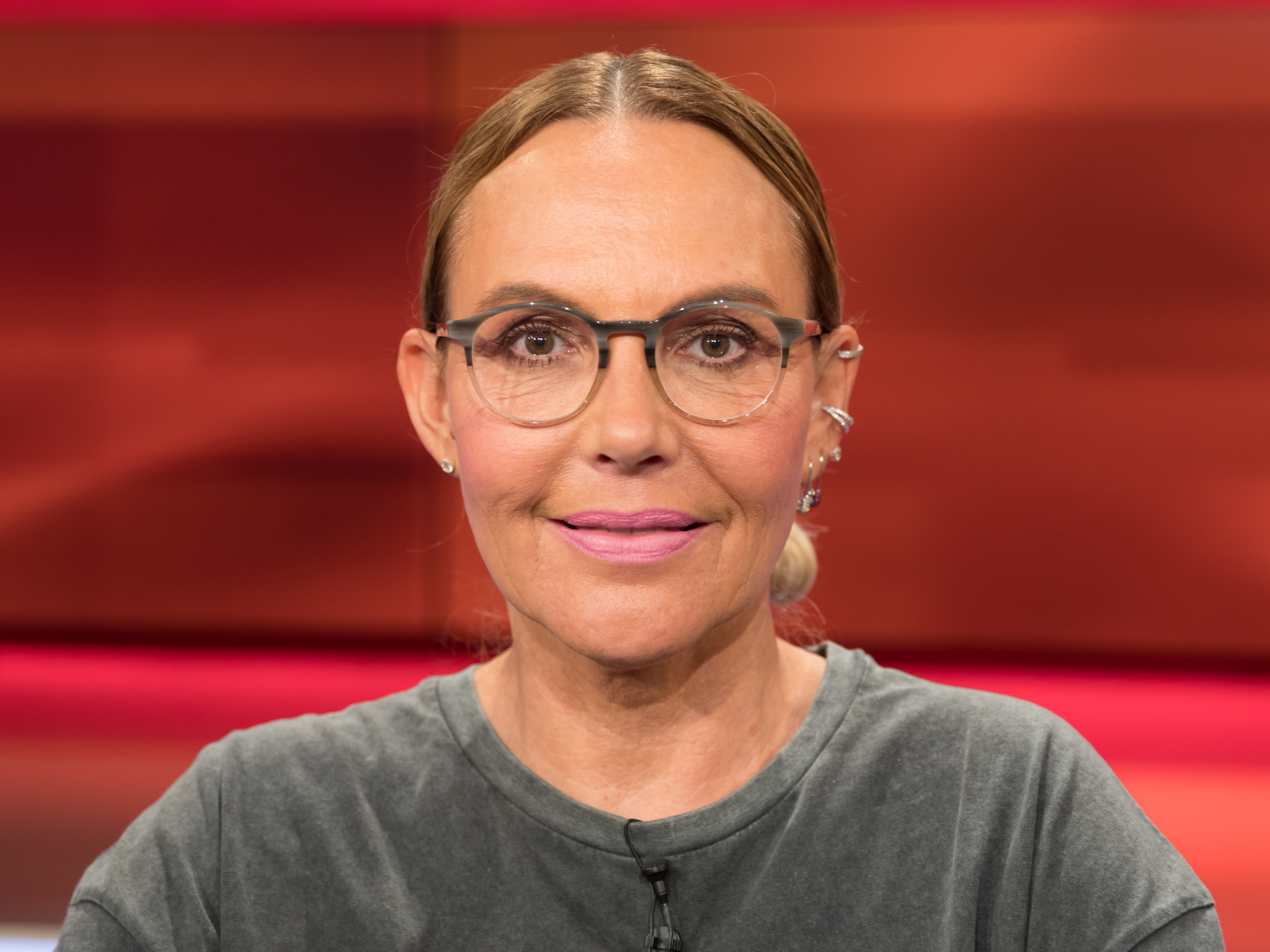
Natascha Ochsenknecht, 2019

Natascha Ochsenknecht (* 17. August 1964 in Düsseldorf als Natascha Wierichs) ist ein ehemaliges deutsches Model. Bekannt wurde sie durch ihre Ehe mit dem Schauspieler Uwe Ochsenknecht.

## Leben
Natascha Ochsenknecht wuchs als Tochter eines Bauunternehmers mit ihrem drei Jahre jüngeren Bruder († 2025) in Liedingen auf. Erst bei der Beerdigung ihres Vaters erfuhr sie von der Existenz einer Schwester. Mit 18 Jahren begann sie in Wolfsburg ihre über zweijährige Ausbildung zur Juwelierfachverkäuferin. Von 1993 bis Ende Juli 2012 war sie mit dem Schauspieler Uwe Ochsenknecht verheiratet, mit dem sie bis zur Trennung im Jahr 2009 in München zusammenlebte. Mit ihm hat sie drei Kinder: Wilson Gonzalez (* 1990), Jimi Blue (* 1991) und Cheyenne Savannah (* 2000). Sie war von 2009 bis Ende Dezember 2017 (mit einigen Unterbrechungen) mit dem ehemaligen deutsch-türkischen Fußballspieler Umut Kekilli liiert.

## Karriere
Natascha Ochsenknecht begann im Alter von 14 Jahren zu modeln. Mit 21 Jahren zog sie nach München, wo sie hauptberuflich als Model arbeitete. 2003 hatte sie eine kleine Rolle im Film Mein Mann, mein Leben und du und spielte im Film Die Wilden Kerle die Mutter des von Raban Bieling verkörperten Raban. 2012 veröffentlichte sie ihre Autobiographie Augen zu und durch: Die Geschichte meiner Familie jenseits des roten Teppichs über ihr Familienleben. Auf der Fashion Week in London 2013 trat sie in der Show des Modeherstellers Rohmir wieder als Model auf und war seitdem unter anderem für die Marken Riani und Marcel Ostertag auf dem Laufsteg zu sehen. Im Frühjahr 2015 präsentierte sie ihre erste Kosmetiklinie. Seit 2016 hat sie ihre eigene Sendung Bildschön by Natascha Ochsenknecht bei Channel21 und präsentiert hier ihre eigenen Kollektionen.  Von 2016 bis 2017 zeigte sie sich als ein Teil der Berlin Blonds auf YouTube. Im Sommer 2017 stellte sie zum ersten Mal ihre eigenen Fotografien in der Art Gallery Z in Berlin aus. Es folgten weitere Ausstellungen in der Walentowski Galerie in Berlin und auf Sylt. Außerdem hatte sie Auftritte in mehreren Talkshows, Spielshows und Dokusoaps. Sie verließ als Siegerin die Fernsehsendungen Das perfekte Promi-Dinner und Promi Shopping Queen und war 2016 Finalistin bei Promi Big Brother.
Im Januar 2018 war Natascha Ochsenknecht Teilnehmerin an der 12. Staffel der Reality-Show Ich bin ein Star – Holt mich hier raus! und erreichte Platz 7 von 12.
2018 spielte Ochsenknecht eine der Hauptrollen in der RTL-II-Serie Ibiza Diary. Im Februar 2018 erschien ihr erstes Kinderbuch im Boje Verlag. Im Oktober 2020 veröffentlichte sie gemeinsam mit ihrer Tochter Cheyenne Ochsenknecht das Buch Wehr dich! Wie Mutter und Tochter gegen den Hass im Netz kämpfen.
Am 21. Februar 2022 startete mit Diese Ochsenknechts eine Doku-Soap über die Familie Ochsenknecht auf dem Pay-TV-Sender Sky One. Die erste Staffel, bestehend aus sechs Folgen, wurde wöchentlich ausgestrahlt.
Seit März 2025 ist sie als Jurorin in der zweiten Staffel von My Style Rocks zu sehen.

## Ausstellungen
- 2017: Fotoausstellung in der Art Gallery Z, Berlin[20]
- 2017: Fotoausstellung in der Walentowski Galerie, Berlin und Sylt[21]

## Lesungen
- 2017: Lesung bei den 10. Schleizer Lesetagen.[22][23]

## Soziales Engagement
Seit 2009 engagiert sich Natascha Ochsenknecht für Streetkids e. V. in Tansania.
Sie ist Botschafterin der Kinderschlaganfall-Hilfe der Stiftung Deutsche Schlaganfall-Hilfe.

## Filmografie
- 2003: Mein Mann, mein Leben und du (Regie: Helmut Förnbacher)
- 2003: Die Wilden Kerle (Film, Regie: Joachim Manassek)
- 2018: Ibiza Diary (Fernsehserie, Hauptrolle, Regie: Ali Hassan, Marcus Willer, RTLZWEI)
- 2020: Kartoffelsalat 3 – Das Musical (Film, Regie: Michael David Pate)

## Fernsehauftritte
- 2006: Nachtcafé (SWR Fernsehen, Talkshow)
- 2007: Maybrit Illner (ZDF, Talkshow)
- 2012, 2015 und 2016: Promi Shopping Queen (VOX, Dokusoap)
- 2012: Mein Mann kann (Sat.1, Spielshow)
- 2013: 5 gegen Jauch (RTL, Spielshow)
- 2013: Shopping Queen des Jahres, Special von Promi Shopping Queen (als Shopping-Begleitung)
- 2013: inka! (ZDF, Talkshow)
- 2014: Das perfekte Promi-Dinner (VOX, Dokusoap)
- 2014: No Ruhmservice (TNT Glitz)[26]
- 2014: Das Promi Kaffeeklatsch Duell (1. Staffel, 2. Folge, TLC Deutschland, Dokusoap)[27]
- 2014: Die Babyboomer werden 50! (Fernsehdokumentation, VOX)[28]
- 2015: Stepping Out (Fernsehsendung) (RTL, Kandidatin, Platz 6 unter 8 Teilnehmern)
- 2016: Grill den Henssler (VOX)
- 2016: Promi Big Brother (Sat.1, Kandidatin, Platz 4 unter 12 Teilnehmern)
- 2016–2021: Promi Big Brother – Die Late Night Show (Sat.1/sixx, 5 Gastauftritte)
- 2016: Berlyn (RTL 2)
- 2016: Das große Promibacken – Osterspezial
- 2017: Riverboat (MDR Fernsehen, Talkshow)[29]
- 2017: Tietjen und Bommes (NDR Fernsehen, Talkshow)[30]
- 2018: Ich bin ein Star – Holt mich hier raus!/Staffel 12
- 2018: Das perfekte Promi-Dinner – Dschungelspezial (VOX)
- 2019: Genial daneben – Das Quiz (Sat.1)
- 2019–2020, 2022: Ich bin ein Star – Die Stunde danach (RTL, 5 Gastauftritte)
- 2020: Kölner Treff (WDR, Talkshow)
- 2020: Marco Schreyl (RTL, Talkshow)
- 2020: Buchstaben Battle (Sat.1, Quizshow)
- 2021: Ich bin ein Star – Die große Dschungelshow (RTL, Gastauftritt)
- 2022: Ich bin ein Star – Holt mich hier raus! Die große Dschungelparty (RTL)
- 2022: Diese Ochsenknechts (Sky One, Doku-Soap)
- 2025: My Style Rocks (Sport1, Jurorin)

## Werke
- Augen zu und durch: Die Geschichte meiner Familie jenseits des roten Teppichs. mvg, München 2012, ISBN 978-3-86882-268-7.
- Perlinchen – Ich bin anders, na und! Boje Verlag, Köln 2018, ISBN 978-3-414-82501-8.